# 가시관

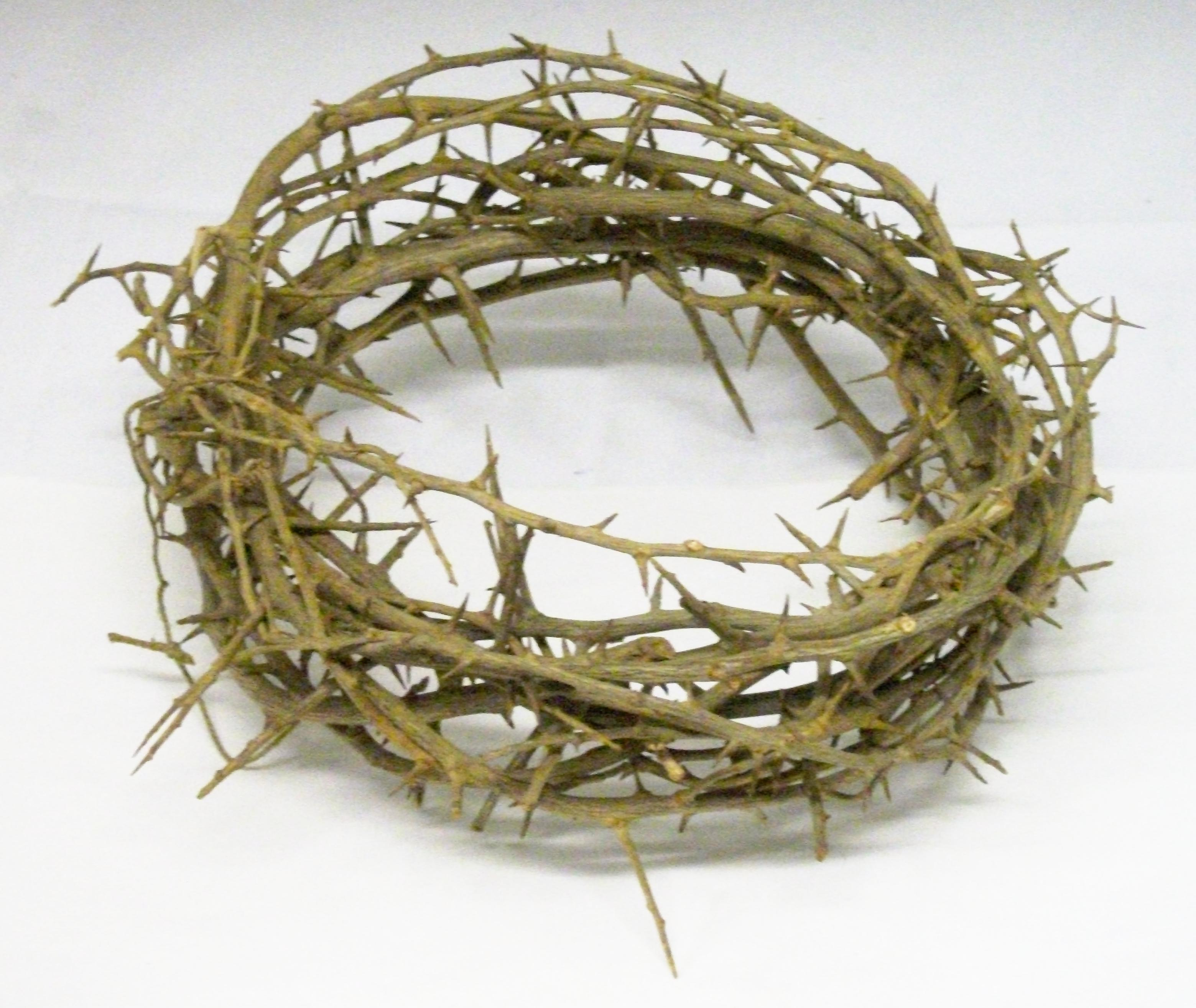

가시관(가시왕관)(crown of thorns, 그리스어: στέφανος ἐξ ἀκανθῶν, 음역. stephanos ex akanthōn 또는 ἀκάνθινος στέφανος, akanthinos stephanos) 또는 가시 면류관은 기독교에서, 예수가 십자가에 못박힐 때 로마 군병들이 예수를 조롱하기 위해 머리에 씌운, 가시나무로 엮어 만든 관이다. 군병들은 예수의 머리에 가시로 만든 관을 씌우고 왕권이나 귀족 등 권력의 상징인 자색의 옷을 입히고 '유대인의 왕이여 평안할지어다'라고 말하며 조롱하고 때렸다. 가시관은 예수의 고난을 상징하는 소재 중 하나이다.
신약성서에 따르면, 가시관은 예수가 십자가에 못 박히기 직전의 사건 동안 예수의 머리에 씌워졌다. 이 물건은 예수를 가둔 자들이 그에게 고통을 주고 권위에 대한 그의 주장을 조롱하기 위해 사용한 수난의 도구 중 하나였다. 마태복음(마태복음 27:29), 마가복음(마가복음 15:17), 요한복음(요한복음 19:2, 19:5)의 복음서에 언급되어 있으며, 종종 클레멘트와 같은 초기 교부들에 의해 암시되었다. 알렉산드리아, 오리겐 등 외경 베드로 복음서에 언급되고 있다.
적어도 서기 400년경부터 많은 사람들이 가시 면류관이라고 믿는 유물이 숭배되었다. 1238년 콘스탄티노플의 라틴 황제 보두앵 2세는 이 유물을 프랑스 왕 루이 9세에게 넘겼다. 2019년 4월 15일까지 파리 노트르담 대성당에 보관되다가 화재에서 구조돼 루브르 박물관으로 옮겨졌다.
이 관의 복제품은 예루살렘의 상점에서 관광객에게 제공된다.

## 참고문헌
- Cherry, John (2010). 《The Holy Thorn reliquary》. London: British Museum Press. ISBN 978-0714128207.
- Westerson, Jeri (2009). 《Serpent in the Thorns; A Medieval Noir》. New York: Minotaur Books. ISBN 978-0312649449. (Fiction referencing the crown of thorns.)

 본 문서에는 현재 퍼블릭 도메인에 속한 1913년 가톨릭 백과사전의 내용을 기초로 작성된 내용이 포함되어 있습니다.

## 같이 보기
- 예수 관련 성유물
  - 성창
  - 성십자가
- 꽃기린
- 신약 속 예수의 삶
- 묵주